# Manduca lanuginosa
Manduca lanuginosa är en fjärilsart som beskrevs av Edwards 1887. Manduca lanuginosa ingår i släktet Manduca och familjen svärmare. Inga underarter finns listade i Catalogue of Life.